# Coupe Green
Coupe Green – wieś w Anglii, w hrabstwie Lancashire, w dystrykcie South Ribble. Leży 40 km na północny zachód od miasta Manchester i 300 km na północny zachód od Londynu.